# Bernard Lortat-Jacob
Bernard Lortat-Jacob (Parigi, 1º gennaio 1941 – Clamart, 18 luglio 2024) è stato un etnologo ed etnomusicologo francese.

## Biografia
Bernard Lortat-Jacob fu direttore della ricerca al Centro Nazionale della Ricerca Scientifica (CNRS) e responsabile del  Laboratorio di etnomusicologia del Musée de l'Homme di Parigi. 
Esperto delle tradizioni mediterranee, studiò le culture tradizionali di Marocco, Albania, Romania e Sardegna. Per più di vent'anni si dedicò allo studio della musica popolare sarda, in particolare dei canti tradizionali religiosi, del Canto a tenore e soprattutto del cantu a chiterra.

## Pubblicazioni
- (FR)  Musique et fêtes au Haut-Atlas (Cahiers de l'homme), Société Française Musicologie, Paris, 1980
- Improvisation et modèle: le chant a guitare sarde, in L'Homme, Revue française d'anthropologie, XXIV, 1, 1984.
- Chroniques sardes, préface de Michel Leiris, Éditions Julliard, Paris, 1990.
- L'ordre intime des choses: chroniques d'enfance, Éditions Julliard, Paris, 1991.
- Musiques en fête : Maroc, Sardaigne, Roumanie (Hommes et musiques), éd. Société d'ethnologie, Nanterre, 1994
- Musique et anthropologie, in L'Homme, n° 171-172, 2004.
- Indiens chanteurs, L'oreille de l'ethnologue, Hermann, 2008.
- (IT)  Voci di Sardegna, Torino, 1999, ISBN 978-88-7063-399-3
- Il pianto dell'altopiano.Indios cantori della Sierra Madre, Torino, 2009, ISBN 978-88-6163-027-7